# Pholcus nagasakiensis
Pholcus nagasakiensis (Japans:ミナミユウレイグモ, Minami-yūreigumo) là một loài nhện trong họ Pholcidae. Loài này được phát hiện ở Nhật Bản.